# Brayan Reyes
Brayan Fabricio Reyes Colón (Yoro, Honduras, 27 de septiembre de 1991) es un futbolista hondureño. Juega de mediocampista. Actualmente se encuentra sin equipo. 

## Trayectoria

### Inicios en Hungría
Brayan Reyes comenzó su carrera en Hungría, donde militó con los clubes Szeged y Hajdúböszörmény. 

### Platense
En 2014 regresó a Honduras y, al año siguiente, siendo jugador de Platense, realizó su debut en la Liga Nacional, el 4 de octubre de 2015 durante el triunfo de 2-1 sobre el Vida. 
Con la llegada de Reynaldo Clavasquín a la dirección técnica, Reyes comenzó a hacerse de un nombre en el cuadro selacio. En el Apertura 2016, logró salir subcampeón del fútbol hondureño. Esa temporada jugó 26 partidos.
Disputó su primer juego internacional el 2 de agosto de 2017 contra Alianza por la Liga Concacaf.

## Clubes
| Club            | País           | Año       |
| --------------- | -------------- | --------- |
| Szeged          | Hungría        | 2011-2012 |
| Hajdúböszörmény | Hungría        | 2012-2013 |
| Platense        | Honduras       | 2014-2018 |
| FC Tulsa        | Estados Unidos | 2019-2020 |
| Platense        | Honduras       | 2021      |

## Estadísticas
| Club                    | Div                 | Temporada           | Liga  | Liga  | Copa Nacional | Copa Nacional | Copa Internacional | Copa Internacional | Total | Total | Prom. · |
| Club                    | Div                 | Temporada           | Part. | Goles | Part.         | Goles         | Part.              | Goles              | Part. | Goles | Prom. · |
| ----------------------- | ------------------- | ------------------- | ----- | ----- | ------------- | ------------- | ------------------ | ------------------ | ----- | ----- | ------- |
| Szeged · Hungría        | 2ª                  | 2011-12             | 11    | 0     | -             | -             | -                  | -                  | 11    | 0     | 0,00    |
| Szeged · Hungría        | Total               | Total               | 11    | 0     | 0             | 0             | 0                  | 0                  | 11    | 0     | 0,00    |
| Platense Honduras       | 1ª                  | 2014-15             | 0     | 0     | 0             | 0             | 0                  | 0                  | 0     | 0     | 0,00    |
| Platense Honduras       | 1ª                  | 2015-16             | 1     | 0     | 0             | 0             | 0                  | 0                  | 1     | 0     | 0,00    |
| Platense Honduras       | 1ª                  | 2016-17             | 26    | 0     | 0             | 0             | 0                  | 0                  | 26    | 0     | 0,00    |
| Platense Honduras       | 1ª                  | 2017-18             | 14    | 0     | 0             | 0             | 2                  | 0                  | 16    | 0     | 0,00    |
| Platense Honduras       | 1ª                  | 2018-19             | 9     | 0     | 0             | 0             | 0                  | 0                  | 9     | 0     | 0,00    |
| Platense Honduras       | Total               | Total               | 50    | 0     | 0             | 0             | 2                  | 0                  | 52    | 0     | 0,00    |
| FC Tulsa Estados Unidos | 2ª                  | 2019                | 27    | 0     | 0             | 0             | 0                  | 0                  | 27    | 0     | 0,00    |
| FC Tulsa Estados Unidos | 2ª                  | 2020                | 1     | 0     | 0             | 0             | 0                  | 0                  | 1     | 0     | 0,00    |
| FC Tulsa Estados Unidos | Total               | Total               | 28    | 0     | 0             | 0             | 0                  | 0                  | 28    | 0     | 0,00    |
| Platense Honduras       | 1ª                  | 2020-21             | 1     | 0     | 0             | 0             | 0                  | 0                  | 1     | 0     | 0,00    |
| Platense Honduras       | Total               | Total               | 1     | 0     | 0             | 0             | 0                  | 0                  | 1     | 0     | 0,00    |
| Total en su carrera     | Total en su carrera | Total en su carrera | 90    | 0     | 0             | 0             | 2                  | 0                  | 92    | 0     | 0,00    |

## Vida privada
Es primo de los también futbolistas Anthony Lozano y Luis Ramos.